# Montenegró zászlaja
Montenegró zászlaja 2004. július 12-én lett az állam hivatalos nemzeti szimbóluma. Ezzel a Szerbia és Montenegróból 2006. május 21-én kivált köztársaság hosszú évek után újra használja nemzeti színeit és jelképeit.
A montenegrói zászló a címert ábrázolja vörös háttérben, arany szegéllyel. Miután a történelmi, kommunista Jugoszlávia 1993-ban felbomlott a szövetségben maradt két állam mindegyike új nemzeti lobogót választott magának. A szerb zászló a történelmi hagyományoknak megfelelően a hagyományos piros-kék-fehér trikolort választotta, amely egyúttal utalt az ország szláv jellegére is, hiszen ezek az úgynevezett pánszláv színek. A montenegrói kormány ekkor adoptálta első nemzeti zászlaját, amely a szerbhez hasonlóan szintén a piros-kék-fehér színeket tartalmazta, csak ebben a lobogóban világosabb kék színt használtak, és az arányok is mások voltak.

Montenegró zászlaja 1993 és 2004 között

Azonban az új név alatt létrejött államszövetségben Montenegró nagyobb önállóságot kapott, ezért megváltoztatta nemzeti lobogóját is, amely túlságosan hasonlított társállamáéhoz.
Így tették hivatalossá a 19. században használt montenegrói harci lobogó színeit, amelyek vörösek voltak, arany szegéllyel. A zászló közepére pedig a Petrović-dinasztia címerét helyezték, amely a 19. század közepén megalkotta a modern Montenegrói Királyságot.

Montenegró címere

A ma hivatalosan elfogadott montenegrói zászlóban látható címer valószínűleg I. Miklós király uralkodói jelképe volt, amely már Montenegró első uralkodói háza, a Crnojević-dinasztia idejében is hasonló motívumokkal rendelkezett. A kétfejű sas valószínűleg a szerb címerben is látható címerállattal közös gyökereket mutat. Az aranyszínű, vörös nyelvű sas jobb lábával egy jogart, bal lábával az országalmát tartja. A sas közepén egy címerpajzs látható, amelyen a zöld mezőn és kék ég alatt egyik mellső lábát felemelő oroszlán látható. Ez a montenegrói királyok uralmát szimbolizálja, ugyanúgy mint a montenegrói királyi korona a címer felett.

## Lásd még
- Szerbia és Montenegró zászlaja
- Szerbia zászlaja

## Külső hivatkozások
- Montenegró zászlaja a World Flag Database oldalon (hozzáférés: 2013. május 27.)